# Heterodrilus salmonensis
Heterodrilus salmonensis är en ringmaskart som beskrevs av Erséus 1993. Heterodrilus salmonensis ingår i släktet Heterodrilus och familjen glattmaskar. Inga underarter finns listade i Catalogue of Life.